# Connor Questa
Connor Questa o también conocidos como Marilina Connor Questa en sus comienzos, fue una banda de rock argentino, de estilo alternativo y grunge formada en Ciudad de Buenos Aires en el año 2010 y disuelta en 2015.

## Historia

### Marilina Connor Questa

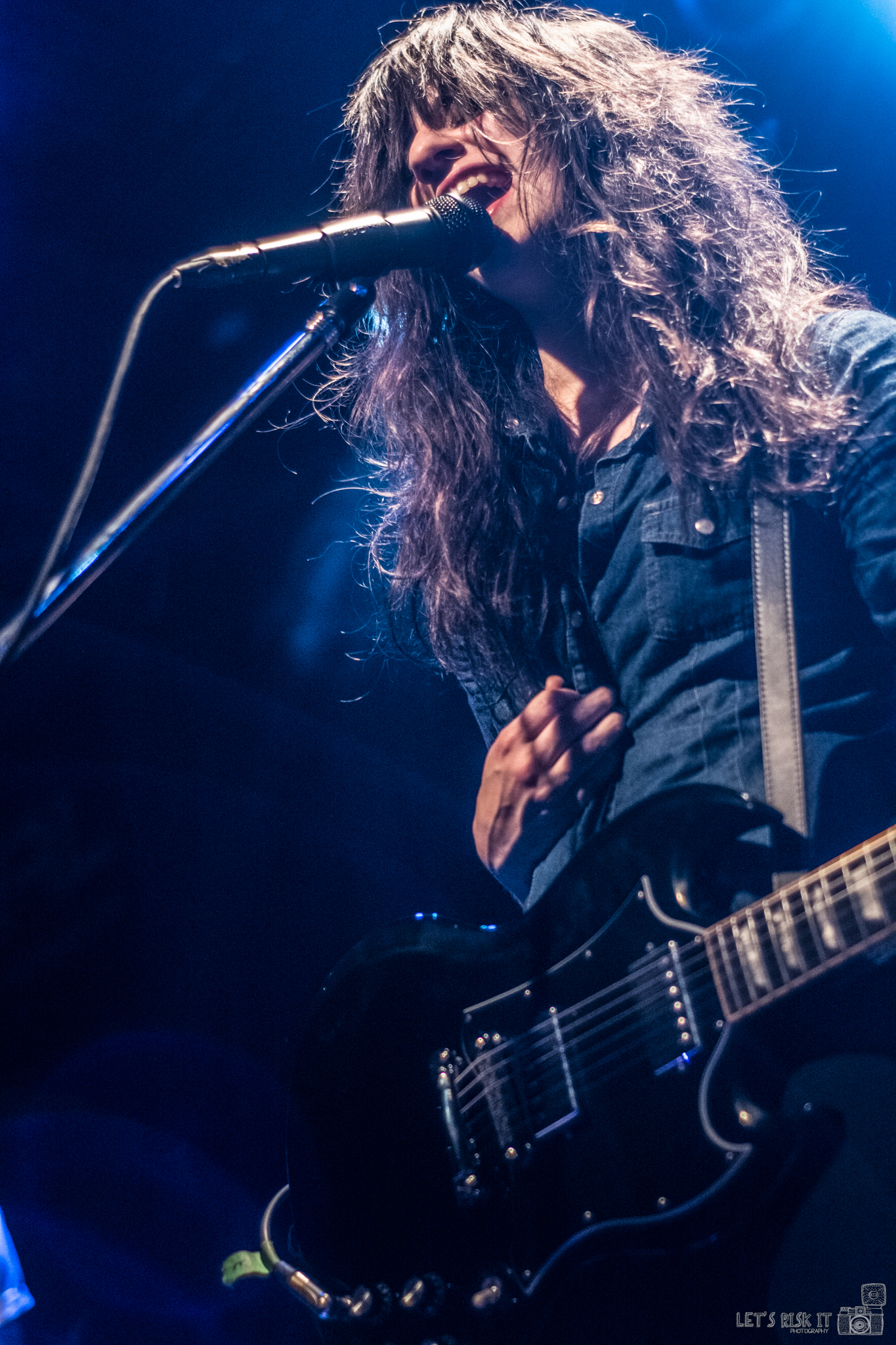
Marilina Bertoldi, fundadora del grupo.

El comienzo de la agrupación tiene su origen cuando la vocalista de la banda, Marilina Bertoldi, originaria de Sunchales, provincia de Santa Fe, decide recorrer el circuito underground de Buenos Aires de forma solista. En ese periodo, crea su propia página Web, subiendo todo su material a Internet, teniendo una rápida aceptación del público.
En el año 2010, Bertoldi decide convocar a músicos, para concretar un proyecto musical más profesional. En la búsqueda de la cantante, entran al grupo Hernán Rupolo en guitarra, Rodrigo Bodaño en batería; luego reemplazado por Facundo Veloso y Martín Casado Sabatella en el bajo. La banda se formaría bajo el nombre de Marilina Connor Questa, que surge como un juego de palabras con la expresión "Marilina con orquesta". Bertoldi diría en una entrevista el origen del nombre:

Se me ocurrió a mí junto a Brenda Martin (bajista de Eruca Sativa). No quería que nos llamáramos «Marilina y los algo». Así que me acordé de mi abuela, que siempre me preguntaba cómo me va ¿"con la orquesta"?; así que de ahí sale el nombre.
Marlina Bertoldi.

A fines de ese mismo año editaron un EP independiente de cuatro canciones, de forma profesional y comenzaron a promocionarlo, realizando giras por toda la Capital Federal. Al tiempo, comenzarían a filmar la grabación para una serie de videos que luego subirían a la red YouTube.

### Somos por partes
En el año 2011 editaron de forma independiente su primer trabajo discográfico, titulado Somos por partes, grabado y mezclado en MCL Records, el cual agotó sus copias a pocos meses de su lanzamiento. De este material sobresalen las canciones: «Amnesia», «Pasiones», «Acorde de paso», «Resiste en pie» y «Gritos».
En ese mismo año, se alejaría de la agrupación Facundo Veloso e ingresaría Agustín Agostinelli en la batería.
A mediados de ese mismo año, Marilina sin abandonar su banda, decide editar de forma independiente, su primer trabajo discográfico, editado a través de internet, bajo el título de El peso del aire suspirado.
En 2012, realizan una gira por el Gran Buenos Aires, Córdoba, Paraná, Gálvez y Rosario. Habiendo ganando la "Batalla de las Bandas" del Quilmes Rock, que se realizó en La Trastienda Club, compartiendo cartelera con Foo Fighters, Arctic Monkeys y Massacre, en el Estadio de River Plate.

### Fuego al universo y cambio de nombre

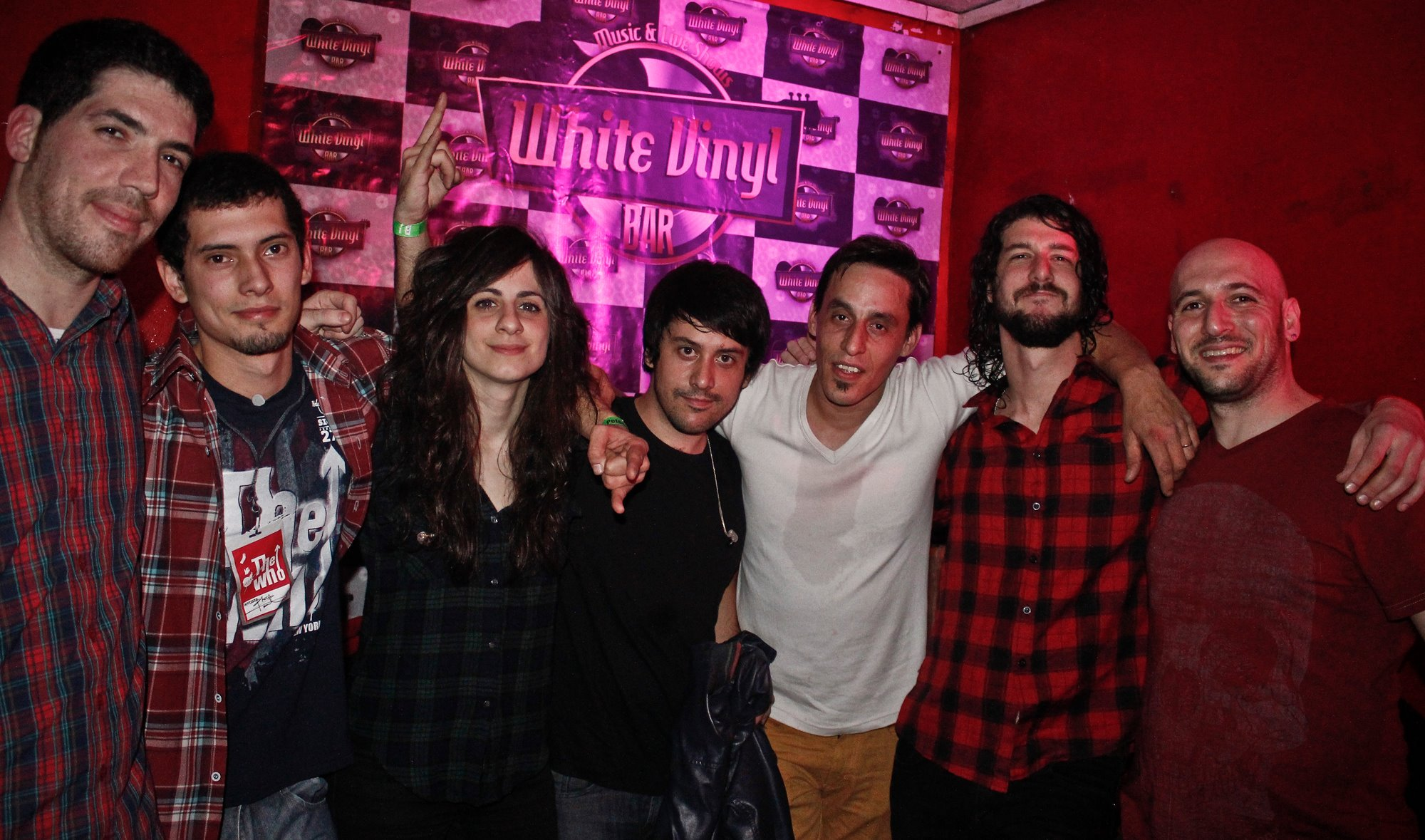
Connor Questa tras un concierto (2014).

En marzo del año 2013, editaron su segundo álbum de estudio titulado Fuego al universo; producido por Gabriel Pedernera, baterista de Eruca Sativa, modificando su nombre a "Connor Questa", ya que su vocalista, consideraba "menos infantil". Tras esto, se alejaría Martin Casado e ingresaría Santiago Jhones en el bajo. Tras firmar contrato con la grabadora Pelo Music, la banda dejó el circuito underground.
El 12 de octubre de ese mismo año, estuvieron en el Personal Fest, donde compartieron el escenario con grupos de reconocimiento internacional como Aerosmith, Artic Monkeys, Foo Fighters y Queens of the stone age.
De este material, sobresalen los éxitos: «Pensar bien», «Todo lo posible», «Lo roto expone» y «Hoy decido que». 
Afines de ese mismo año, la banda se consagró como revelación nacional del Sí! de Clarín y salió segunda en Mejor Banda que Conociste por Vorterix y revelación del año de la Rock & Pop.
En el año 2014, nuevamente en paralelo a su banda, Bertoldi edita su segunda producción discográfica solista, titulada La presencia de las personas que se van, que al igual que su antecesor, fue editado a través de la Web con un video por canción.
Con la gira de Fuego al universo recorrieron distintas ciudades y se hablaba de un posible tercer álbum para 2015.

### Separación
El 4 de marzo del año 2015 anunciaron su separación; la principal razón que argumentaron, fue que ya que no tenían las mismas ideas para la banda a futuro y dijeron no sentirse cómodos, publicando en su página oficial de Facebook el siguiente mensaje, tras cinco años de trayectoria:

Queridos amigos y seguidores de Connor Questa: hemos decidido ponerle punto final al camino de la banda.
En este último tiempo nos vimos con grandes diferencias conceptuales con respecto al presente y futuro de la banda. El respeto y cariño que le tenemos a Connor Questa hizo que tomemos la decisión más sana para todos, ya que no sería sincero para nosotros ni para ustedes que sigamos adelante con algo en lo cual no estamos los cuatro totalmente cómodos.
No quedan más que palabras de agradecimiento a absolutamente todas las personas que nos han acompañado y apoyado en estos 4 años. Por eso decimos GRACIAS a nuestro querido público, staff, colegas, productores, medios y a todos aquellos que de una manera u otra han sido parte de todo esto.
Los shows publicados no se llevarán a cabo, continuando adelante los otros grupos programados.
Esperamos estar brindándoles lo mejor de cada uno nuevamente y muy pronto. Los saludamos con un abrazo inmenso:- Hernan, Agustín, Marilina y Jhones.

### Estilo
La banda define el estilo de su música como alternativa, donde se mezclan diferentes elementos de rock que fusiona géneros como el funk, el metal, el punk, el soul, el grunge y el hard rock.
Entre los múltiples influencias de sus integrantes, se encuentran artistas como Rage Against the Machine, Pantera, Radiohead, Björk, Nina Simone, Aretha Franklin, Guns and Roses, Nirvana, Aerosmith, Gustavo Cerati, etc.

La propuesta es básicamente rock, lo que nos une es este género porque cada uno viene de influencias distintas, del funk, el metal, el punk, el soul… y a partir de la mezcla de todo eso la banda logra un sonido muy propio.
Hernán Rúpolo

## Integrantes
Última formación
- Marilina Bertoldi - voz, guitarra rítmica y piano (2010 – 2015)
- Hernán Rupolo - guitarra líder (2010 – 2015)
- Santiago Jhones - bajo (2013 – 2015)
- Agustín Agostinelli - batería (2011 – 2015)

Otros miembros
- Rodrigo Bodaño - Batería (2010 – 2011)
- Facundo Veloso - Batería (2010 – 2011)
- Martin Casado - Bajo (2010 – 2013)

## Discografía

### Álbumes de estudio
| Año  | Álbum                                                                                  |
| ---- | -------------------------------------------------------------------------------------- |
| 2011 | Somos por partes - Lanzamiento: 17 de noviembre de 2011 - Sello: Independiente         |
| 2013 | Fuego al universo - Lanzamiento: 15 de marzo de 2013 - Sello: Independiente/Pelo Music |

### Sencillos
| Canción                             | Álbum                         |
| ----------------------------------- | ----------------------------- |
| Acorde de paso                      | Marilina Connor Questa (2010) |
| Resiste en pie                      | Marilina Connor Questa (2010) |
| Amnesia                             | Somos por partes (2011)       |
| Gritos                              | Somos por partes (2011)       |
| Acorde de paso (versión en estudio) | Somos por partes (2011)       |
| Pasiones                            | Somos por partes (2011)       |
| Tripolar                            | Fuego al universo (2013)      |
| Pensar bien                         | Fuego al universo (2013)      |
| Cliché                              | Fuego al universo (2013)      |

### Videografía
| Canción        | Álbum                    |
| -------------- | ------------------------ |
| Amnesia        | Somos por partes (2011)  |
| Gritos         | Somos por partes (2011)  |
| Acorde de paso | Somos por partes (2011)  |
| Pasiones       | Somos por partes (2011)  |
| Tripolar       | Fuego al universo (2013) |
| Pensar bien    | Fuego al universo (2013) |
| Cliché         | Fuego al universo (2013) |